# Bustelo, Carneiro e Carvalho de Rei
Bustelo, Carneiro e Carvalho de Rei (llamada oficialmente União das Freguesias de Bustelo, Carneiro e Carvalho de Rei) es una freguesia portuguesa del municipio de Amarante, distrito de Oporto.

## Historia
Fue creada el 28 de enero de 2013 en aplicación de una resolución de la Asamblea de la República de Portugal promulgada el 16 de enero de 2013 con la unión de las freguesias de Bustelo, Carneiro y Carvalho de Rei, pasando su sede a estar situada en la antigua freguesia de Bustelo.

## Demografía
| Gráfica de evolución demográfica de Bustelo, Carneiro e Carvalho de Rei entre 2011 y 2021 |
|                                                                                           |
| Datos según el nomenclátor publicado por el INE portugués.                                |